# Olympische Winterspiele 1964/Teilnehmer (Türkei)
| Gelbes Symbol für Goldmedaillen mit stilisierten Olympischen Ringen | Graues Symbol für Silbermedaillen mit stilisierten Olympischen Ringen | Braundes Symbol für Bronzemedaillen mit stilisierten Olympischen Ringen |
| ------------------------------------------------------------------- | --------------------------------------------------------------------- | ----------------------------------------------------------------------- |
| —                                                                   | —                                                                     | —                                                                       |

Die Türkei nahm an den IX. Olympischen Winterspielen 1964 im österreichischen Innsbruck mit einer Delegation von fünf männlichen Athleten in einer Disziplin teil.

## Teilnehmer nach Sportarten

### Ski Alpin
Männer
- Muzaffer Demirhan
Abfahrt: 63. Platz (2:45,63 min)
Riesenslalom: 74. Platz (2:41,42 min)
Slalom: im Vorlauf ausgeschieden

- Abdurrahman Küçük
Abfahrt: 72. Platz (3:09,99 min)
Riesenslalom: 79. Platz (3:07,63 min)

- Zeki Şamiloğlu
Abfahrt: 71. Platz (3:05,71 min)
Riesenslalom: 69. Platz (2:28,76 min)
Slalom: im Vorlauf ausgeschieden

- Bahattin Topal
Slalom: im Vorlauf ausgeschieden

- Osman Yüce
Abfahrt: 70. Platz (3:03,66 min)
Riesenslalom: 71. Platz (2:32,11 min)
Slalom: im Vorlauf ausgeschieden